# Walter Dornberger
Walter Robert Dornberger, född 6 september 1895 i Giessen, död 27 juni 1980 i Obersasbach, generalmajor i Wehrmacht och inom Heereswaffenamt ansvarig för hela det tyska raketprogrammet.